# 紐埃雙線䲁
紐埃雙線䲁（學名：Enneapterygius niue），為輻鰭魚綱䲁形目三鰭䲁科雙線䲁屬的一個種，2017年，Ronald Fricke和Mark V. Erdmann對其進行了描述，分布於西南太平洋紐埃及薩摩亞群島海域，本魚體型小呈圓柱狀，眼眶上具有觸鬚，頸背無觸鬚，身體兩側有兩條短條紋和五條完整的條紋，胸鰭基部有一條垂直的深色橫帶，眶前有一條傾斜的暗帶，背鰭除基部呈暗色外，其餘顏色較淺，雄魚臀鰭深灰色，雌魚臀鰭有四條斜褐色條紋，腹鰭白色,尾鰭淺色，背鰭3個，背鰭硬棘16-18枚、臀鰭硬棘1枚、臀鰭軟條19-21枚，體長可達2公分，棲息在水淺的珊瑚礁，雌魚產附著性卵在藻類築的巢，雄魚會守護卵，幼魚為浮游性，生活習性不明。